# Giáo hoàng Gioan VIII
Gioan VIII (Latinh: Joannes VIII) là vị giáo hoàng thứ 107 của Giáo hội Công giáo. Theo niên giám tòa thánh năm 1806 thì ông đắc cử Giáo hoàng vào năm 872 và ở ngôi Giáo hoàng trong 10 năm 2 ngày. Niên giám tòa thánh năm 2003 xác định đó là từ ngày 13 tháng 12 năm 872 cho tới ngày 16 tháng 12 năm 882.
Giáo hoàng Gioan VIII sinh tại Rôma. Khi đắc cử Giáo hoàng, ông đã là một ông cụ, gần 70 tuổi. Từ ít là 40 năm rồi ông đã phục vụ giáo triều, giữ nhiều chức vụ quan trọng, như cố vấn riêng của Đức Nicôla I. Việc ông được bầu làm Giáo hoàng tạo thành đối tượng của một sự chống đối mạnh mẽ của Formôsô.

## Nước Pháp
Sau cái chết của Hoàng Đế Louis II. Vì không luật kế vị cho Đế quốc, vì Carôlô Đầu Sói (Pháp) và Louis người Nhật Nhĩ Man (Đức) đều có thể làm Hoàng Đế, nên cả Tây Phương đều nhất trí cho rằng quyết định thuộc Giáo hoàng. Hơn nữa lễ tấn tôn Louis II trước kia là một tiền lệ, đã ấn định vĩnh viễn truyền thống cho rằng quyền lựa trọn Hoàng Đế thuộc về Đức Giáo hoàng.
Về vấn đề quyền kế nhiệm Louis II, ông đã phong vương cho Charles Hói. Không phải chỉ vì ông này có văn hoá, mộ đạo, Kitô hữu tốt, quen các vấn đề thần học, mà còn vì ông ta can đảm và nghị lực. Điều đã làm phật lòng các quý tộc Rôma những người này ủng hộ một ứng cử viên khác, Louis Người Đức.
Theo lời mời của Đức Giáo hoàng, ông tới Roma, và được tấn tôn Hoàng Đế vào dịp lễ Giáng Sinh năm 875, đúng ¾ thế kỷ sau ông nội là Charles Cả. Ông còn gán cho Charles Hói cả Vương Quốc Pavia nữa.
Nước Pháp của Tân Hoàng Đế Charles Hói gặp rất nhiều khó khăn: Rợ Bắc Phương tiến công, thay vì chiến đấu, Charles dùng vàng để "tự chuộc", đem vàng "triều cống".
Charles qua đời vào năm 877, Gioan VIII đã vượt biển sang Pháp để tìm một ông vua, nhưng 2 trong 4 vua nhà Carôlô đang lâm bệnh, là Carloman, con Lu-y người Nhật Nhĩ Man và Lu-y-Cà-Lăm, con Carôlô Sói Đầu. Còn công tước Bôsônô, thích làm vua xứ Provencia và Bourgoni hơn là làm hoàng đế.
Cuối cùng chỉ còn Caralô-Bự con Lu-y người Nhật Nhĩ Man, tâm thần yếu đuối và kinh phong. Đức Gioan VIII đành tấn tôn Carôlô Bự (881). Các đại lãnh chúa Pháp cũng thích một ông vua Nhật Nhĩ Man xa xôi, hơn là một vua Pháp, cho dù vua đó có là một con nít, ra đời sau khi cha chết.

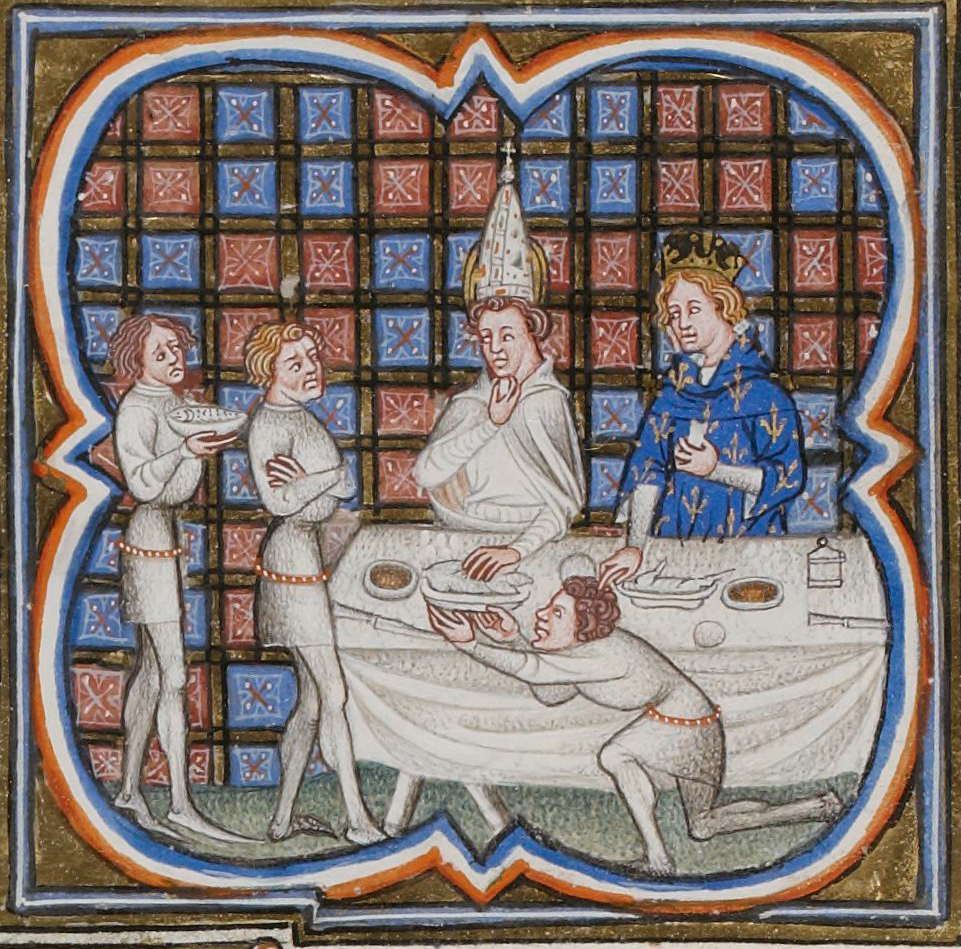
Louis II của Pháp tiếp đón giáo hoàng Gioan VIII

Khi bệnh hoạn chụp xuống người, Carôlô Bự bỏ hết mọi ý nghĩa cứu nguy nước Ý. Trong hoàn cảnh như vậy Đức Giáo hoàng than rằng: "Ta đi tìm ánh sáng, nhưng chỉ thấy tối tăm. Ta kêu gọi trợ giúp, vì ta không dám ra ngoài thành, vì nơi đó tàn phá rất ghê gớm. Nhưng không ai đến giúp ta cả, không Hoàng Đế, người con tinh thần của ta, không có bất cứ người nào, thuộc bất cứ xứ nào…".
Nhưng ông vẫn nghĩ ra được một giải pháp:ông kêu gọi tới "Khối Kitô giáo" (danh từ "Chrétienté"), đòi hỏi trách nhiệm tập thể của những người đã chịu Phép Rửa Tội.

## Nước Ý
Ở Ý các đại lãnh chúa, như quận công Spôlêtô quận công Napôli, Amalfi, chỉ bận tâm làm tiền, buôn bán, cướp bóc, sống theo ý riêng, không biết gì tới vua Pháp.
Quận công xứ Spôlêtô, trên nguyên tắc, là người "bảo vệ" Roma, nhắm thống trị thành này. Giám mục Portô, là Formôsiô, giận vì không được làm thượng phụ người Bulgaria, hoặc làm… Giáo hoàng, đã âm mưu nhiều lần với Đế Hậu Engelberga, goá phụ Lu-y II, các ông hoàng miền Nam rất khoái phản bội, bất chấp mọi án tuyệt thông, không ngừng móc nối với người Hồi Giáo.
Lúc này ở Roma: quận công Spôlêtô với hầu tước Toscane gây kinh hoàng. Đức Gioan VIII bị giam trong đền Thánh Phêrô, bị cắt đứt với thế giới Kitô giáo.

## Quan hệ với Constantinopolis
Với biệt danh "Viện trưởng châu Âu", ông biết tránh một cuộc ly khai với Đông phương khi Photius, thượng phụ Constantinôpôli, lại được tha thứ, năm 877, ông đành lòng chỉ đòi hỏi một tuyên bố hối hận.
Giáo hoàng kêu gọi tới Nhà nước Kitô giáo duy nhất, đáng kể lúc đó là Byzancia. Giáo hoàng Gioan VIII đề nghị Đông Tây họp nhau để chống Hồi Giáo. Ông giải vạ cho Photius, nhưng rồi bị buộc phải tuyệt thông Photius một lần nữa vì cách cư xử thiếu thiện chí của ông ấy.
Đức Gioan VIII đe phạt vạ tuyệt thông giáo chủ Ignatius, nếu không trả lại Roma quyền thiêng liêng đối với giáo đoàn Bulgaria. Photius đã thiết lập được quan hệ với Đức Gioan VIII. Basiliô I cần thầy dạy cho các hoàng tử cũng đã chọn Photius vào chức vụ này, vì ông là người rất giỏi. Khi Đức Ignatius qua đời, Photius trở lại Toà Thượng Phụ dễ dàng.
Việc nhường Bulagria cho Roma là một trong những điều kiện chính mà Giáo hoàng Gioan VII đặt ra cho Photius và hoàng đế Basilius I. Một Công Đồng, mệnh danh là "Công Đồng Photius" họp tháng 11-879, công nhận Đức Tân Thượng Phụ, xoá bỏ các bản án cũ và trả Bungari về quyền Roma. Photius cũng nhận những lời khiển trách của vị Giáo hoàng già Gioan VIII một cách rất đạo hạnh.
Tuy nhiên, sau này khi Giáo hoàng Gioan VIII đòi vua Bulgaria là Boris phải nhận các linh mục Latinh, thay thế các linh mục Hy Lạp thì chỉ được ông trả lời một cách cung kính xin đừng thay đổi. Ngày 13/3/880, Giáo hội Đông Phương vừa công bố nguyên tắc về vương quyền của Byzancia trên Roma. Bất chấp điều đó. Đức Gioan VIII coi Byzancia là sức mạnh duy nhất, lúc đó vừa được nhà Macêđônia trung hưng, có khả năng cản bước tiến của Hồi Giáo.

## Chống lại Hồi giáo
Ngay khi vừa lên ngôi, ông đã tỏ ra đầy nghị lực: khi quân Hồi Giáo đổ bộ Terracina, cách Roma hơn 40 Km, dù chỉ nhận được sự hỗ trợ của cư dân Roma, ông đã đích thân đến tận nơi, bắt 18 chiếc tàu và 600 tù binh.
Sau khi tấn phong cho Charles, Gioan VIII yêu cầu Charles Charles Hói sang Ý, chống quân Hồi Giáo, từ năm 877 vẫn thường khuấy phá. Carôlô Sói Đầu, vào mùa thu năm 877, vừa vượt dãy Alpes, mắc bệnh chết khốn cùng, trong một túp lều heo hút.
Quân Hồi Giáo lại tiến công. Lần này làm phản là quận công-Giám mục Anastasiô thành Amalfi; thành Gaêta. Carôlô Bự không làm gì cả, không chống ai cả, không chống quận công Spôlêtô, cũng không chống quân Hồi Giáo. Kẻ thù duy nhất mà ông chống, lại là Bôsônô, vua Provencia.
Nhờ tài ngoại giáo của Giáo hoàng, Hải quân Byzancia đã đánh bại Hồi Giáo. Các hầu quốc phản bội ở miền Nam phải thần phục Hoàng Đế Byzancia.

## Phụng vụ Slave

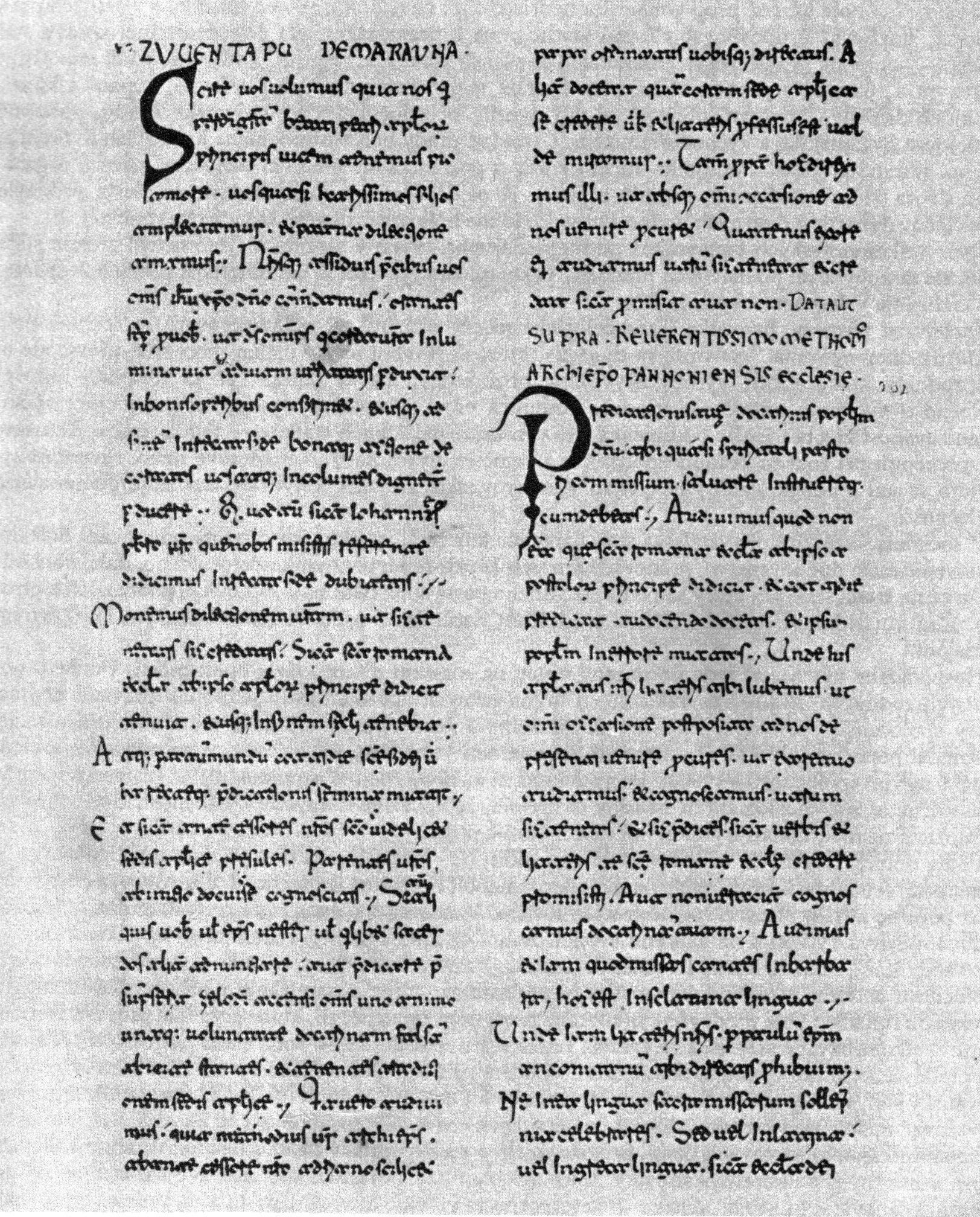
Thư của Giáo hoàng Gioan VIII gửi cho Svatopluk I xứ Morava

Giáo hoàng Gioan VIII cũng là người đã cho phép hai anh em Cyrillo và Methodo được cử hành các nghi thức phụng vụ bằng tiếng Slave. Hai vị này sáng lập mẫu tự Slave theo Hy ngữ, dịch Kinh Thánh và Phụng vụ ra ngôn ngữ địa phương. Các giám mục Bavière phản đối vì cho rằng phụng vụ chỉ được phép cử hành bằng ba ngôn ngữ ghi trên đầu Thánh Giá là Do thái, Hy Lạp và La tinh (Ga 19,20).
Hai anh em liền về Roma và được đức Gioan VIII cho phép. Theo ông thì "chớ gì Lời Kinh Thánh được hoàn tất, chớ gì mọi ngôn ngữ đều chúc tụng Thiên Chúa". Thánh Cyrillo qua đời tại Roma. Thánh Methodo được đặt làm tổng giám mục Moravie. Sau khi ông qua đời, các giám mục German xúi giục đức Stephano V kết án phụng vụ Slave (năm 885).

## Qua đời
Vào những ngày cuối năm 883 có âm mưu chống Đức Gioan VIII, do những kẻ Giáo hoàng nhắm thanh trừng. Họ bắt ông uống thuốc độc, nhưng thấy thuốc lâu kết quả, họ liền giết cụ già bằng búa. Thế là kết liễu cuộc đời đau khổ và anh hùng của Giáo hoàng cuối cùng của thế kỷ IX, người đã có ý thức về Tây Phương, vị Giáo hoàng đầu tiên trong lịch sử đã có ý thức về Khối Kitô giáo.